# Massimo Marchiori
Massimo Marchiori (Pàdua, 1970) és un matemàtic i investigador en ciències de la computació italià.

## Biografia
El juliol de 2004 li va ser atorgat el premi TR35 (per formar part dels 35 millors investigadors menors de 35 anys) per la publicació Technology Review del MIT.
És professor d'informàtica a la Universitat de Pàdua, i investigador científic en el Computer Science and Artificial Intelligence Laboratory (CSAIL) del MIT al World Wide Web Consortium.
És el creador d'Hyper Search, un motor de cerca en el qual els resultats estan basats no només en la rellevància d'una sola pàgina, sinó també en la seva relació amb la resta de la web. Més tard, els fundadors de Google Larry Page i Sergey Brin van citar Hyper Search quan van introduir el seu algorisme PageRank.
Ha estat editor en cap de l'estàndard mundial per privacitat a la web (P3P), i coautor de l'especificació APPEL.
Impulsor de la iniciativa Query Languages (llenguatges de consulta) a la W3C, va començar també el projecte de XML, destinat a desenvolupar l'estàndard mundial corresponent per XQuery, proporcionant a la fi l'esperada integració entre la web i el món de les base de dades.
També va ser co-desenvolupador de la primera versió de l'estàndard Web Ontology Language (OWL).